# 準平原

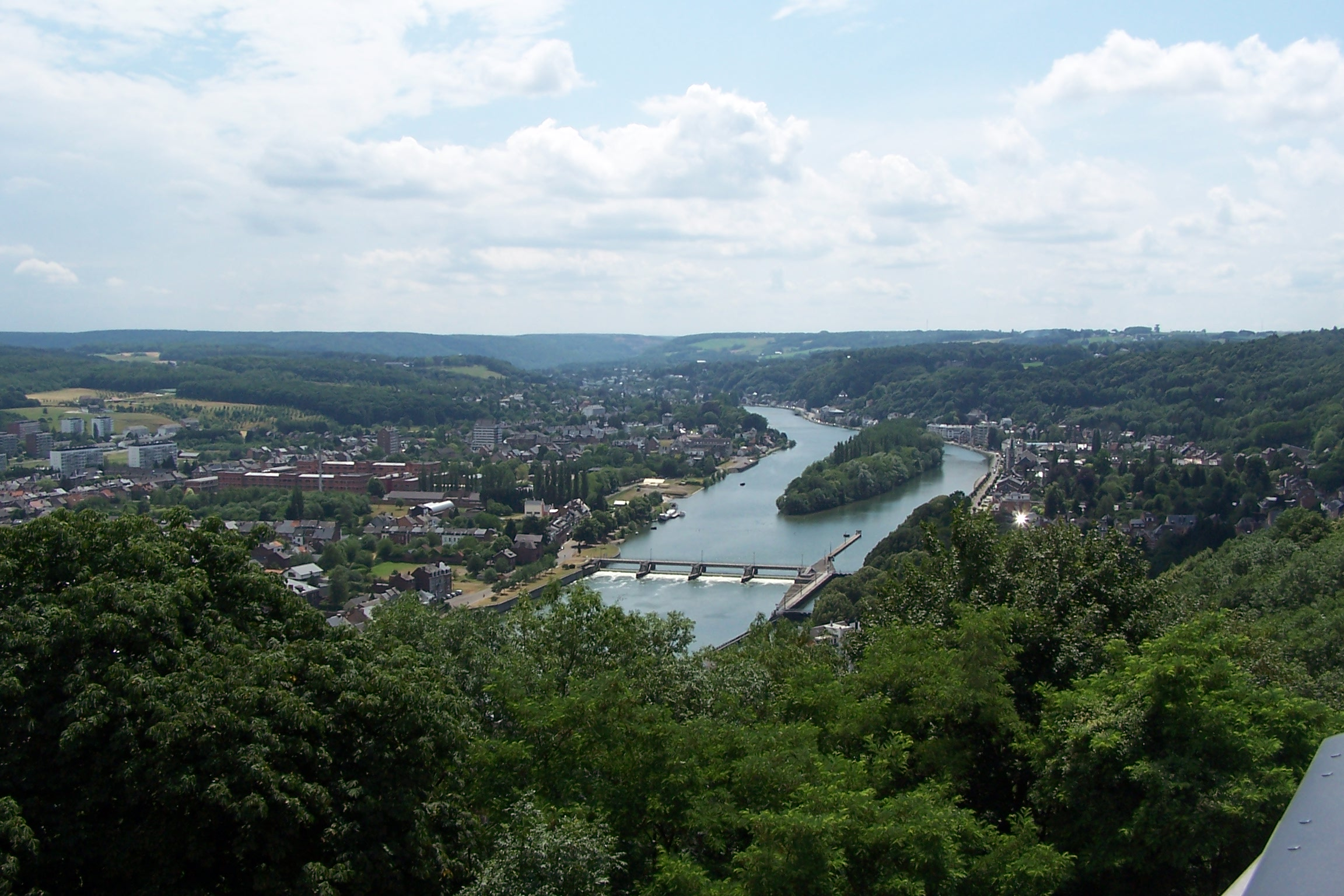
馬士河流經法國的亞爾丁準平原

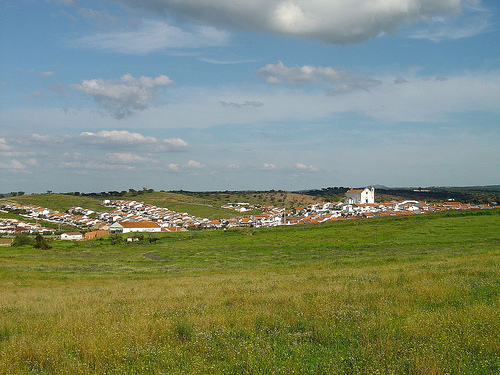
聖阿萊舒-達雷斯陶拉桑，葡萄牙阿連特茹準平原

準平原是指地殼隆起後若能獲得較長時間的穩定，或僅有輕微的地殼運動，則地面經過悠久的侵蝕作用後，使得後來的山地高原逐漸夷平，終於變成一個接近海平面的平坦地形面。
地面之起伏若不受隆起運動等之影響，因各種營力之侵蝕，最後形成小起伏的單調地表，稱為準平原。最先採用準平原一詞者為威廉·莫里斯·戴维斯，他於1900年代發表此概念，意為Almost a Plain，代表地形輪迴之最末期。其後，瓦尔特·彭克倡導原始準平原學說，認為地形輪迴最初期，因地表抬升緩慢，甚至不及地表侵蝕率，亦可造成準平原。
準平原化作用會造成準平原之作用，河流侵蝕為主要營力，而在波浪侵蝕或風力侵蝕旺盛的地區亦會產生準平原，準平原的地表為波狀的小起伏，其上常有厚層原積土及殘丘，侵蝕基準面與其表面幾可相吻合。

## 類型

### 單純準平原
單純準平原為常見的準平原類型。

### 上升準平原
上升準平原為一面上升，一面準平原化的準平原地形。

### 復活準平原
復活準平原為原本的準平原因地盤下降而被埋積，而後因地盤再隆起而重現之。

### 交切準平原
為新舊準平原相鄰的準平原地形。